# Оттобуоно ді Рацці
Оттобуоно ді Рацці, також Робарі (… — Кастель Аркуато, 13 січня 1315) — італійський католицький патріарх.

## Біографія
Оттобуоно одом із П'яченци. Він був першим єпископом Падуї, що у 1302 році був зведений до рангу патріарха. Його призначення оскаржувалося Герардо III да Каміно, Гуальтьєро Бертольдо III, лордом Шпілімберго та іншими феодалами, яких підтримували Ортенбурги. Оттобуоно, як і його попередники, тривалий час конфліктував з лордами Тревізо. У 1305 році після трьох місяців облоги Різардо II да Каміно взяв замок Спілімберго. Реакція патріарха не змусила себе довго чекати і досягла кульмінації в 1310 році, коли один із прихильників да Каміно був вигнаний із замку Одоріко ді Кукканья і був змушений шукати прихисток у Різардо II. Відносини Оттобуоно з графами Гориці були добрі: Генріх II, граф Горицкий, добився від патріарха призначення довічного генерал-капітана (1314), він зруйнував замок Сюзан-дей-Вармо і замок Кассакко-дей-Мартіньяко (1315).
Патріарх надав Гульєльмо ді Вальзее віконту Мелса та феодалу Венцоне дозвіл на будівництво нового замку біля старого, який тепер переведений на руїни Мелеса; замок і родина отримали назву Коллоредо (1302 р.).
У 1309 році Оттобуоно знищив Грамольяно, напав на Цукколу, спустошивши навколишнє село. Тим часом Ріцардо да Каміно порушив мирний договір і, спалив Кастіон, Орсеніко, Сан-Даніеле і Седельяно, приєднався до військ графа Горіціа.
Німецькі війська в союзі з Оттобоно здивували союзників Різардо, коли вони обложили замок Маніаго і захопили його: серед них був Енріко ді Прамперо, якого стратив патріарх.
Але війська да Каміно підкорили Сачілетто і Сан-Віто. Становище патріархів було дуже скомпрометованим, тільки Сівідейл намагався протистояти вторгненню.
Оттобуоно втік до Градо, де у нього викрали всі речі, а пізніше сховався у Венеції. Звідси, замасковавшись, він досяг району Болоньї, де зустрів кардинала Арнальдо, папського легата.
У цей момент граф Гориці, можливо, наляканий надмірною владою, яку досяг його союзник Різардо, змінив прапор і підійшов до патріарха. Тому, коли Оттобуоно повернувся до Фріулі, він також отримав прохання про мир від Різардо. Проте під час переговорів, які велися в Удіне, жителі Удіне та навколишні селяни підняли зброю проти Різардо та його військ у місті, оскільки вважали, що переговори були не що інше, як спосіб заволодіти Удіне та особою патріарха. Після цих фактів патріарх намагався покарати повсталих феодалів, але ті знайшли притулок у своїх замках.
Нарешті, досягнувши миру, Оттобуоно зміг покинути батьківщину Фріулі і супроводжувати імператора Генріха VII Люксембурзького; у 1311 році він також брав участь у соборі у Відні, де був головою комісії, яка мала вивчити позицію тамплієрів. Оттобоно та його комісія зробили сприятливу для тамплієрів оцінку, але вона була скасована радою. Він також отримав концесію на будівництво університету в Чивідале (який, однак, залишився лише на папері через смерть Оттобуоно).
Через певні хвилювання Оттобуоно був змушений знайти притулок у кардинала Луки Фіескі.
Направлений до Авіньйона на папські вибори, на які він подав заявку, він помер у Кастелл'Аркуато, в районі П'яченца.